# Молоки (деревня)
 Молоки  — деревня в Кумёнском районе Кировской области в составе Большеперелазского сельского поселения.

## География
Расположена на расстоянии примерно 7 км на юго-восток от районного центра поселка Кумёны.

## История
Известна с 1702 года как починок Молоковской с 1 двором, в 1764 году 89 жителей. В 1873 году здесь (починок Молоковский или Молоки) дворов 14 и жителей 94, в 1905 17 и 137, в 1926 (Молоки) 24 и 135, в 1950 19 и 65, в 1989 9 жителей.

## Население
Постоянное население составляло 4 человека (русские 100%) в 2002 году, 1 в 2010.